# De Reehorst (Ede)
De Reehorst is een congrescentrum en theater in Ede. Tevens is er een hotel en wordt de locatie gebruikt voor (bedrijfs)feesten.
De Reehorst ligt ten zuiden van het treinstation Ede-Wageningen aan de Bennekomseweg, tegenover het voormalige ENKA-terrein.
De Reehorst werd geopend in 1932 als ontspanningsgebouw voor het personeel van de ENKA-fabriek. Er was een theaterzaal met bioscoopfaciliteiten.
De naam Reehorst is verder terug te vinden in de naam van de nabijgelegen Reehorsterweg en een aantal Edese sportverenigingen. Deze verenigingen houden nog verband met de historische Omnivereniging Sportclub Reehorst. Achter het congrescentrum is er een sporthal.